# John Klingensmith
John Klingensmith Jr. (* 26. März 1786 im Westmoreland County, Pennsylvania; † 8. Februar 1854 ebenda) war ein deutschstämmiger US-amerikanischer Politiker. Zwischen 1835 und 1839 vertrat er den Bundesstaat Pennsylvania im US-Repräsentantenhaus.

## Werdegang
Über die Jugend und Schulausbildung von John Klingensmith ist nichts überliefert. Zwischen 1819 und 1822 sowie nochmals von 1828 bis 1831 fungierte er als Sheriff im Westmoreland County. In den 1820er Jahren schloss er sich der Bewegung um den späteren Präsidenten Andrew Jackson an und wurde Mitglied der von diesem 1828 gegründeten Demokratischen Partei. Zwischen 1831 und 1835 gehörte er dem Senat von Pennsylvania an.
Bei den Kongresswahlen des Jahres 1834 wurde Klingensmith im 19. Wahlbezirk von Pennsylvania in das US-Repräsentantenhaus in Washington, D.C. gewählt, wo er am 4. März 1835 die Nachfolge von Richard Coulter antrat. Nach einer Wiederwahl konnte er bis zum 3. März 1839 zwei Legislaturperioden im Kongress absolvieren. Nach seiner Zeit im US-Repräsentantenhaus arbeitete Klingensmith zwischen 1839 und 1842 als Sekretär bei der Katasterbehörde (Land Office) des Staates Pennsylvania. Er starb am 8. Februar 1854.